# Neugartheim-Ittlenheim
Neugartheim-Ittlenheim – miejscowość i gmina we Francji, w regionie Grand Est, w departamencie Dolny Ren.
Według danych na rok 1990 gminę zamieszkiwały 522 osoby, 129 os./km².